# Richton, Mississippi
Richton là một thành phố thuộc quận Perry, tiểu bang Mississippi, Hoa Kỳ. Năm 2010, dân số của thành phố này là 1 068 người.

## Dân số
- Dân số năm 2000: 1 038 người.
- Dân số năm 2010: 1 068 người.